# Miraphone
Die Miraphone e.G. ist ein deutscher Hersteller von Blechblasinstrumenten.

## Geschichte
Seine Wurzeln hat Miraphone in Graslitz in Böhmen. Zehn Musikinstrumentenfabriken übernahmen im 19. Jahrhundert eine führende Position im Export von Blechblasinstrumenten. Mit Ausgang des Zweiten Weltkrieges und der Vertreibung der Deutschen aus der Tschechoslowakei ging diese Ära zu Ende. Dreizehn Instrumentenbauer dieser Epoche gründeten am 13. Oktober 1946 die „Produktivgenossenschaft der Graslitzer Musikinstrumentenerzeuger eGmbH“ in Waldkraiburg in Oberbayern. Zunächst konzentrierte man sich auf Reparaturen von Metallblasinstrumenten.
1947 entschied man sich zum Neubau eines Instruments. Ein Jahr später erschien zum ersten Mal das heutige Markenzeichen. In den folgenden Jahren stieg die Nachfrage nach Instrumenten, und durch Zusammenarbeit mit bekannten Künstlern erlangte die Firma die Marktführerschaft.
1983 wurde eine neue Fertigungsstätte erbaut, die neben Produktion und Rohmateriallager auch eine Entwicklungsabteilung mit computergestützten Meßplätzen beherbergt. Die Koordination der einzelnen Arbeitsschritte erfolgt durch ein ausgefeiltes Produktions-, Planungs- und Steuerungssystem.
Das Unternehmen ist heute einer der größten Instrumentenhersteller weltweit. Wichtige Entscheidungen werden in der Genossenschaft gemeinsam getroffen, die Beteiligung externer Investoren ist ausgeschlossen.
Das 1992 gegründete Miraphone Tuba Quartett wird von Miraphone gesponsert.